# Polyrhachis semiaurata
Polyrhachis semiaurata är en myrart som beskrevs av Mayr 1876. Polyrhachis semiaurata ingår i släktet Polyrhachis och familjen myror. Inga underarter finns listade i Catalogue of Life.